# 郝苏
郝苏（1919年—1990年11月），山西运城人，中国人民解放军开国大校。
早年参加抗日战争，1945年，任陕甘宁边区延安市公安局局长。中华人民共和国成立后，任总政治部［国防］科学工作部保卫处副处长、处长。1964年6月至1968年10月，任总政治部保卫部副部长。1970年6月至1972年5月，任青海省军区政治部主任。1972年5月至1975年9月，任青海省军区副政委。1975年9月，再任总政治部保卫部副部长。1978年9月，任解放军军事法院院长。1960年晋升为大校军衔。
夫人苏平。